# Saint-Cirgues (Lot)
Saint-Cirgues è un comune francese di 392 abitanti situato nel dipartimento del Lot nella regione dell'Occitania.

## Società

### Evoluzione demografica
Abitanti censiti